# 红尾伯劳
红尾伯劳（学名：Lanius cristatus）为伯劳科伯劳属的一种，俗名褐伯劳。主要分布於亞洲。牠與紅背伯勞（L. collurio）和荒漠伯勞（L. isabellinus）關係密切。屬名Lanius源自拉丁語，意為「屠夫」，有些伯勞鳥也因其進食習性而被稱為「屠夫鳥」。種名cristatus在拉丁語中意為「有冠的」，其涵義比英文中的用法更廣泛。伯勞的英文名稱 "shrike" 來自古英語scríc，意為「尖叫」，指的是其刺耳的叫聲。
與大多數其他伯勞鳥類一樣，紅尾伯勞有著獨特的黑色「強盜面具」眼紋，主要出現在開闊的灌木叢棲地，牠們會棲息於荊棘叢頂上尋找獵物。這種廣泛分布的物種有多個獨特的亞種，牠們在溫帶亞洲繁殖，並遷徙到熱帶亞洲越冬。偶爾會在歐洲和北美被發現為迷鳥。

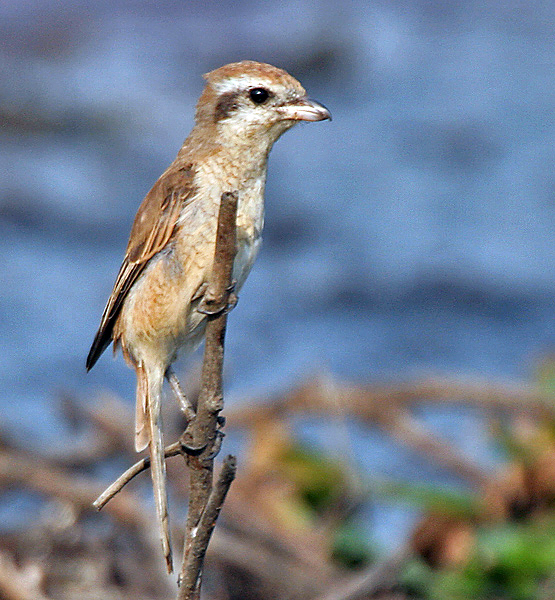
印度加爾各答的一隻红尾伯劳亞成鳥

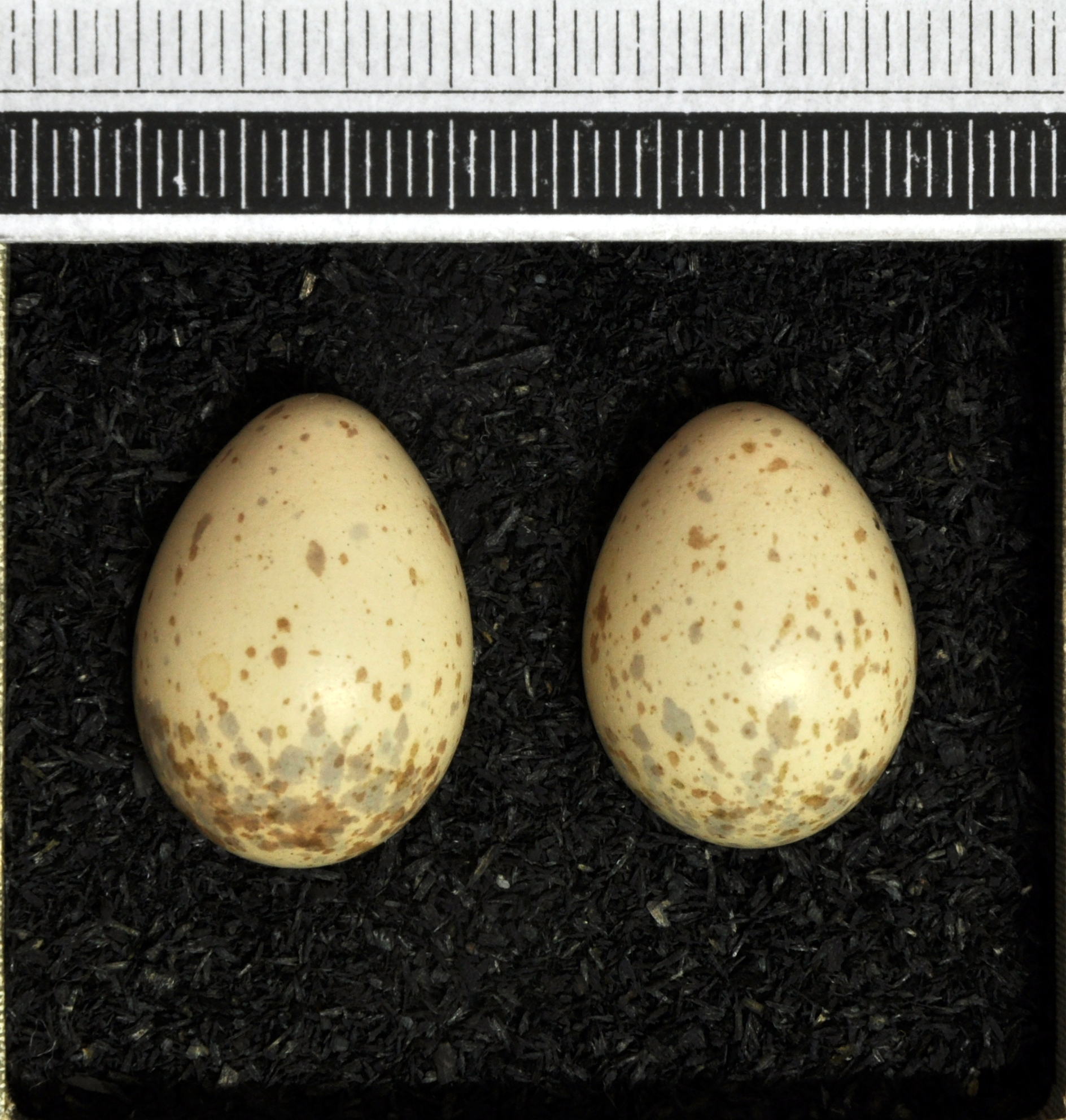
卵, 威斯巴登博物館

## 分類學
1747年，英國博物學家喬治·愛德華茲在他的《不常見鳥類的自然史》第二卷中包含了紅尾伯勞的插圖和描述。他使用了「有冠紅色伯勞鳥」或「紅褐屠夫鳥」作為英文名稱。愛德華茲根據一個從孟加拉送到倫敦的標本繪製了手工上色的版畫，該標本是送給絲綢圖案設計師約瑟夫·丹德里奇的。1758年，瑞典博物學家卡爾·林奈在更新的《自然系統》自然系統第十版中，將紅尾伯勞歸入伯勞屬（Lanius），並給予牠雙名法名稱Lanius cristatus，且引用了愛德華茲的作品。種小名是拉丁語，意為「有冠的」或「羽冠的」。
目前確認的四個亞種有：
- 红尾伯劳指名亚种 L. c. cristatus 林奈，1758年 – 分布於西伯利亞中部、東部和蒙古北部，印度至馬來半島、台湾以及中国大陆的黑龙江、吉林、辽宁、内蒙古、甘肃、青海、陕西、山西、河北、河南、山东、四川、湖北、江苏、福建、贵州、广东、广西、云南、海南等地。该物种的模式产地在孟加拉国。[9]
- 红尾伯劳东北亚种 L. c. confusus 斯特格曼，1929年 – 分布於蒙古東部、俄羅斯東南部和中國東北部，馬來半島和蘇門答臘。在中国分布於黑龙江、内蒙古、辽宁、河北、海南等地。该物种的模式产地在黑龙江上游。[10]
- 红尾伯劳普通亚种 L. c. lucionensis 林奈，1766年 – 分布於中國東部、韓國半島、日本南部、中國東南部、菲律賓、婆羅洲和蘇拉威西。在中国分布於吉林、辽宁、河北、山西、河南、山东、陕西、甘肃、四川、云南、贵州、长江流域以至福建、广东、海南等地。该物种的模式产地在菲律宾吕宋。[11]
- 红尾伯劳日本亚种 L. c. superciliosus 約翰·萊瑟姆，1801年 – 分布於薩哈林島（俄羅斯東南部）、日本中部和北部、臺灣、中國東南部和印度支那東部至小巽他群島。在中国分布於内蒙古、河北、河南、山东、江苏、四川、福建、广东、广西、云南、海南等地。该物种的模式产地在印度尼西亚爪哇的Batania。[12]

## 描述

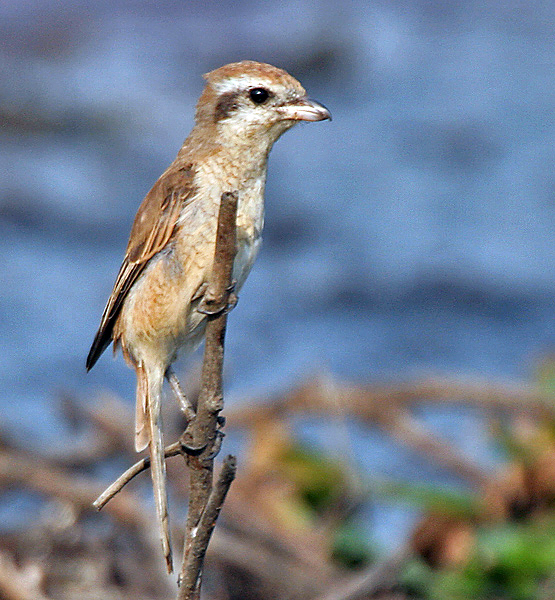
亞成鳥，加爾各答，印度

這種伯勞鳥的上半身主要為棕色，尾巴呈圓形。冬季時，黑色眼罩可能會變得較為淡色，並且眼罩上方有一條白色眉線。下腹部呈乳白色，兩側及腹部帶有棕褐色。翅膀為棕色，沒有白色「鏡面」斑塊。雌鳥的腹部常帶有細小的波紋，眼罩呈深棕色，不如雄鳥那般明顯。這些特徵在野外觀察時不易區分，但在日本對繁殖鳥類的研究中，雌鳥可通過其孵卵斑識別出來。通過多項測量，能夠區分出約90%的鳥類性別。亞種lucionensis的頭頂呈灰色，逐漸過渡到棕色的背部，上背部的尾端比其餘部分更為棕紅色。尾巴較棕，不像紅背伯勞那樣呈紅色。lucionensis的幼鳥頭頂為棕色，且缺乏成鳥的灰色頭部。亞種superciliosus具有寬闊的白色眉紋及更為鮮艷的紅色頭頂。尾巴顏色更紅，末端帶有白色。
在中亞有多種混合形態，該地區cristatus、isabellinus和collurio族群有所重疊。這些物種的分類處於不穩定狀態，一些如phoenicuroides的形態曾被視為L. cristatus的亞種，後來被歸為L. isabellinus。在日本石川地區，lucionensis被記錄到與superciliosus雜交，而superciliosus在日本中部與Lanius tigrinus有過雜交記錄。

## 分布
分布于俄罗斯、朝鲜、日本、臺灣、蒙古、印度、中南半岛、菲律宾以及中国大陆的黑龙江、吉林、辽宁、内蒙古、甘肃、宁夏、青海、陕西、河北、河南、山东、四川、江苏、浙江、安徽、湖北、湖南、江西、福建、广东、广西、云南、贵州、海南省等地，一般生活于温湿地带森林鸟类、常见于平原、丘陵至低山区，多筑巢于林缘、开阔地附近。该物种的模式产地在孟加拉国。主要在亞洲東北部進行繁殖。
指名亞種在從蒙古到西伯利亞的亞洲北部地區繁殖，並在南亞、緬甸和馬來半島過冬。同一地區描述的confusus亞種特徵不明顯，但據說擁有較寬的白色眉線和較淡的上半身，有時被歸入指名亞種族群。superciliosus亞種（有時稱為日本伯勞）在薩哈林島、千島群島和日本島嶼繁殖，並在海南、蘇門答臘、爪哇和巽他群島過冬。lucionensis亞種，有時被稱為菲律賓伯勞（當地名稱：tarat或pakis-kis），在韓國和中國東部繁殖，主要在台灣和菲律賓過冬，但也出現在安達曼群島和印度半島。斯圖亞特·貝克曾建議該物種可能在阿薩姆邦的卡查爾丘陵繁殖，但這一想法遭到克勞德·布坎南·泰斯赫斯特的質疑。
該物種在歐洲較為罕見，但曾在美國和加拿大發現迷鳥的記錄。

## 行為與生態

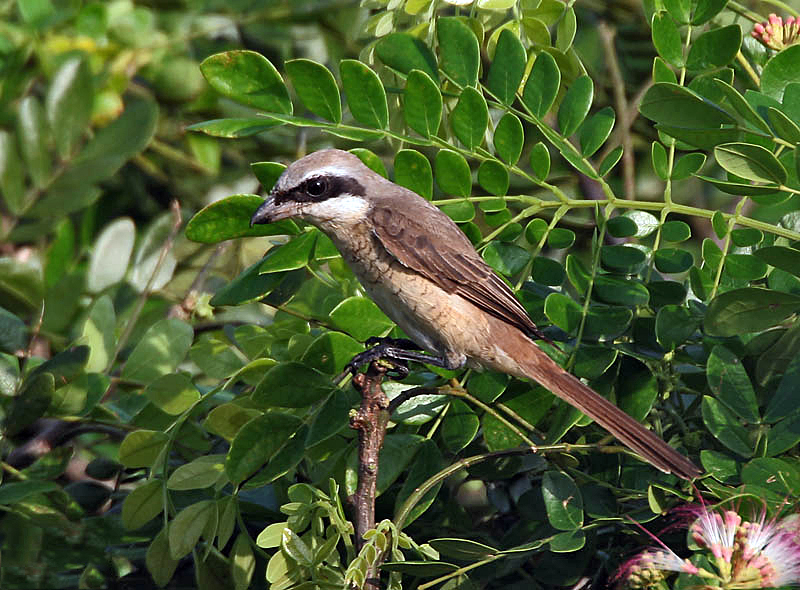
Lanius cristatus lucionensis, 菲律賓伯勞鳥；請注意灰色的冠部和白色的喉部與泛紅的底部形成鮮明對比。加爾各答, 印度

紅尾伯勞是一種遷徙鳥類，環志研究表明，牠們對越冬地點具有高度的忠誠度，經常每年冬季返回同一地點。牠們在到達後不久便開始建立越冬領地，其響亮的喋喋不休或嘎嘎聲音極具辨識度。那些早到並建立領地的鳥類似乎相較於後來到達冬季棲地的鳥類更具優勢。牠們的遷徙時間非常規律，通常在八月和九月到達印度過冬，並於四月離開。在冬季期間，牠們會經歷遷徙前的換羽。牠們在越冬地的歌聲較為微弱，略似粉紅椋鳥的叫聲，且經常包含對其他鳥類叫聲的模仿。唱歌時鳥喙保持閉合，僅喉嚨有脈動可見，且鳥在唱歌時會上下擺動尾巴。
繁殖季節在五月下旬或六月，繁殖棲地包括泰加林、森林到半沙漠地區，牠們會在樹或灌木上築巢，每窩產兩到六顆蛋。
牠們主要以昆蟲為食，尤其是鱗翅目昆蟲。如同其他伯勞鳥類，牠們會將獵物刺在刺上。小型鳥類和蜥蜴有時也會成為牠們的獵物。曾有記錄顯示牠們的食物儲藏中有一隻繡眼鳥（Zosterops）。牠們通常從棲息處觀察獵物，並俯衝到地面捕捉。